# Embrionía adventicia

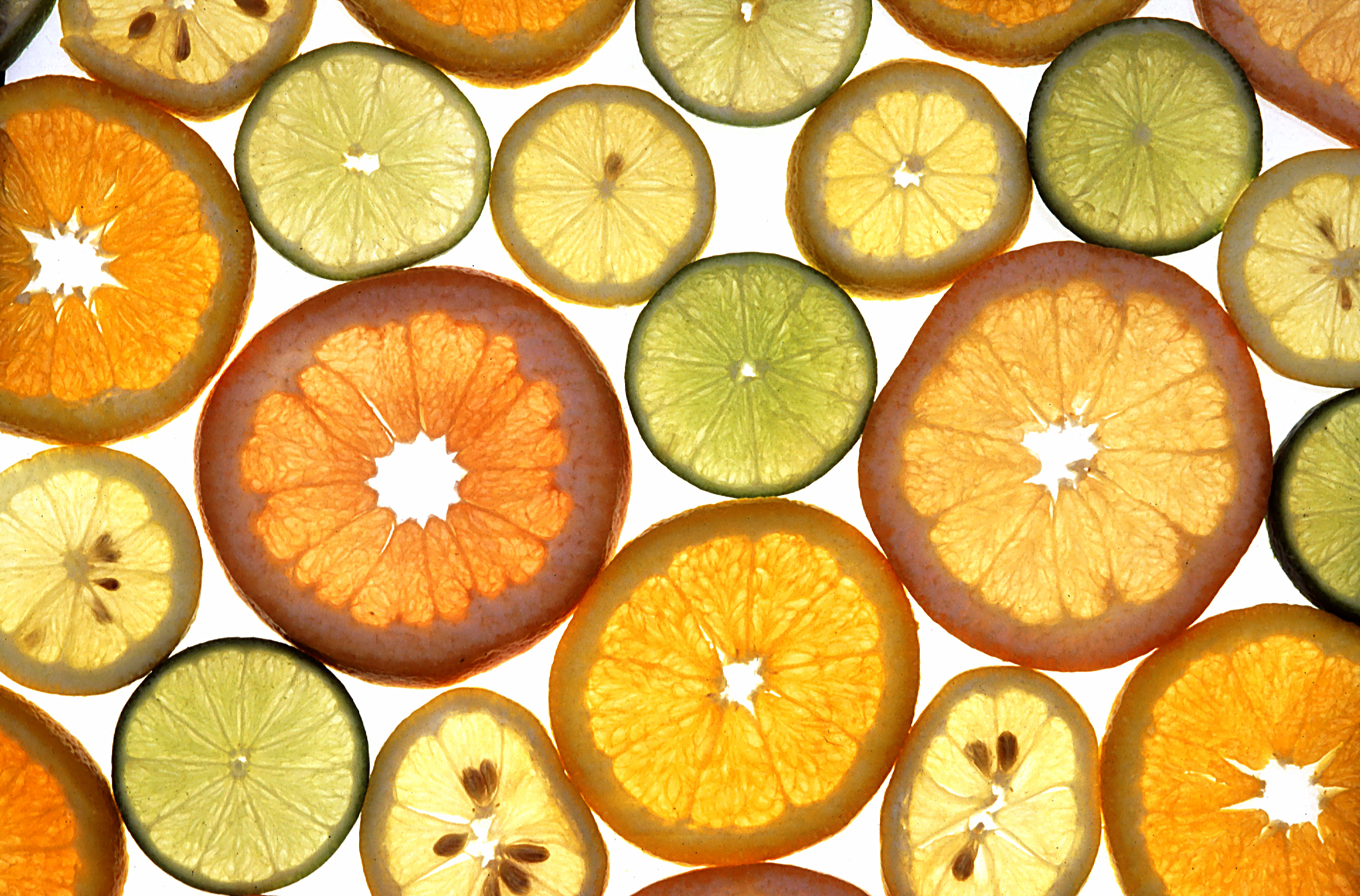
La embrionía adventicia es común en las especies de Citrus.

En botánica, la embrionía adventicia o embrionía nucelar es un tipo de reproducción asexual por semillas que ocurre en algunas angiospermas. Este tipo de apomixis se caracteriza porque el embrión asexual procede directamente de una célula somática del interior del óvulo de la planta madre y se desarrolla por divisiones mitóticas. En otras palabras, en las plantas con este modo de reproducción no hay división reduccional del número de cromosomas (meiosis) ni formación de una saco embrionario o gametófito femenino.
Usualmente, dentro de cada semilla de una especie que muestra embrionía adventicia se pueden desarrollar conjuntamente varios embriones asexuales, procedentes de células de la nucela o de los tegumentos, y un embrión sexual que se desarrolla a partir del saco embrionario luego de ser fertilizado por el núcleo generativo del grano de polen.
Estos casos de poliembrionía unidos a la embrionía adventicia son característicos de algunas especies del género Citrus. En mejoramiento genético se hace uso de la embrionía adventicia para clonar plantas de excelente aptitud agronómica o bien, para erradicar las virosis presentes en la planta madre. Esto se debe a que la mayoría de las virosis no se transmiten a través de las semillas. Luego que esta semillas con varios embriones se hacen germinar, los embriones sexuales se distinguen de los asexuales por el mayor vigor que usualmente presentan estos últimos. Esa apreciación visual más tarde se confirma por medio de marcadores moleculares. Todos los embriones asexuales provenientes de la misma planta son genéticamente idénticos a la planta madre y se denominan «líneas nucelares».